# Богдан Павлович Сапіга
Богдан Сапіга (біл. Bahdan Sapieha, пол. Bohdan Sapieha, бл. 1530 —1593, Берестя) — державний і військовий діяч Великого князівства Литовського та Речі Посполитої.

## Життєпис
Походив із білорусько-литовського магнатського роду Сапіг гербу Лис. Третій син Павла Сопіги, підляського воєводи, та Олени Гольшанської, народився близько 1530 року. 1560 року одружився з представницею впливового роду Капуст.
1566 року призначається підкоморієм белзьким (до 1569 року). У 1566—1567 роках брав участь у бойових діях під час Лівонської війни з Московським царством.
1570 року помирає дружина. Через рік або два одружився ще раз. 1572 року отримав гомельське старосто. Того ж року після смерті короля Сигізмунда II Августа був серед прихильників обрання на литовський трон сина московського царя — Федора і укладення унії з Московським царством.
У 1579 році отримав у володіння село Боцкі. Водночас стає каштеляном замку Берестя. У 1581—1582 роках здійснював ревізію лісів великого князівства Литовського. 1582 року втратив гомельське староство. 1585 року отримав посаду каштеляна Смоленська. Того ж року звернувся до короля Стефана Баторія з закликом не примушувати приймати реформукалендаря, запропанованупапою римським Григорієм XIII.
1587 році на елекційному сеймі підтримав кандидатуру шведського короля Сигізмунда Вази на трон Речі Посполитої. 1588 року стає воєводою мінським. Стає членом Віленського і Львівського православних братств. Виступав за союз православних і протестантів в захисті своїх релігійних прав.
1590 року на Варшавському сеймі був призначений одним з депутатів для перевірки податкових надходжень і витрат литовської скарбниці за період 1576—1589 років.

## Родина
1. Дружина — Марина, донька Андрія Капусти, брацлавського каштеляна. Діти:
- Микола Криштоф (бл. 1558—1638), воєвода мінський і новогрудський,
- Павло Стефан (1565—1635), підканцлер литовський,
- Андрій (д/н—1610), староста гомелський і белзький,
- Барбара, дружина Петра Воловича, чашника великого литовського,
- Софія (д/н—після 1628), дружина: 1) Петра Гайки, каштеляна гродненського; 2) Миколи Паца, підкоморія берестейського,
- раїна (д/н—бл. 1640), дружина Юрія Тризни, маршалка слонімського.

2. Дружина — Аполонія, донька князя Тимофія Друцького-Соколинського, дітей не було.